# Jacobus de Dacia

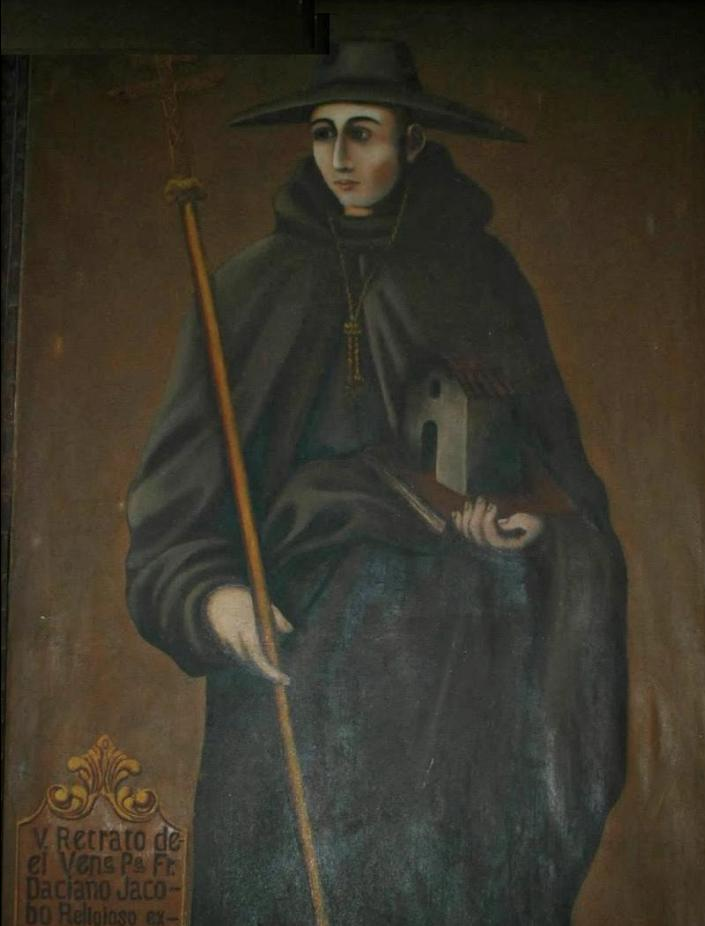
Jacobus de Dacia

Jacobus de Dacia OFM (* um 1484; † 29. Oktober 1566 in Michoacán, Mexiko) war ein dänischer Franziskaner, der seit 1542 als Missionar unter den Purépecha in Mexiko wirkte.

## Herkunft
Jacobus de Dacia, der auch als Jakob Johanson, Jacobus Joannis, Jacobus Gottorfius oder Jacobo Daciano zeichnete, war wahrscheinlich ein Sohn des dänischen Königs Hans und dessen Frau Christina von Sachsen und Bruder des dänischen Königs Christian II. und der Brandenburger Kurfürstin Elisabeth. Sein Name erscheint aber nicht in dänischen Chroniken, sondern nur im Oldenburgisch Chronicon des Hermann Hamelmann, dessen Verfasser allerdings ausdrücklich angibt, außer einer nicht näher bezeichneten sächsischen Chronik keinen Beleg für Jacobs Existenz zu haben.

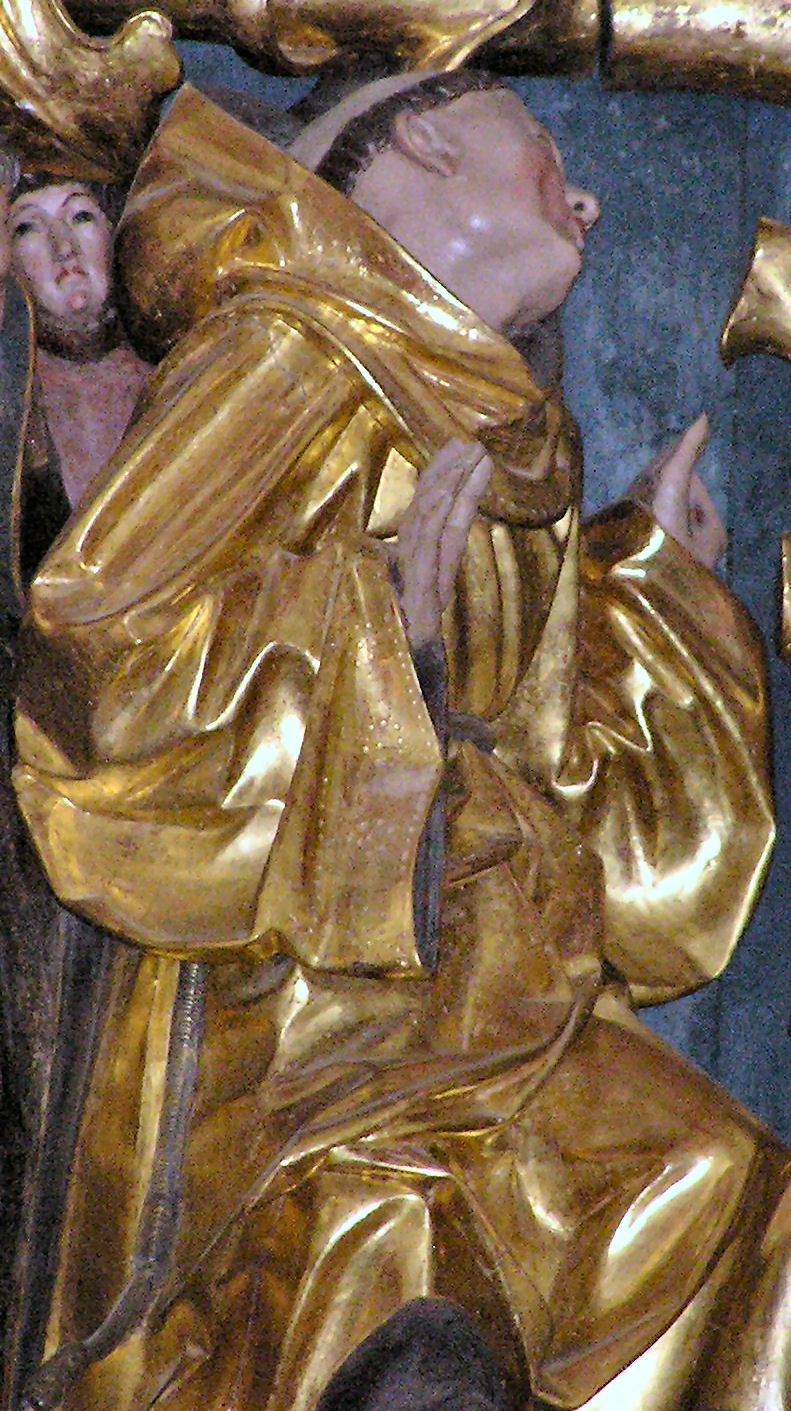
Jacobus de Dacia (?) auf dem Hochaltar von Claus Berg (heute in der Sankt Knuds Kirke (Odense))

Jørgen Nybo Rasmussen führt mehrere Belege für die Annahme von Jacobus’ Abstammung aus der dänischen Königsfamilie an. Dazu zählte er neben den mexikanischen Chroniken die von Kaiser Karl V. attestierte hohe Geburt und den Beinamen Gottorfius, mit dem Jacobus nach der Vertreibung aus Dänemark einige Briefe unterschrieb. Außerdem verweist er auf Jacobus’ außergewöhnliche Bildung – er beherrschte neben Deutsch und Dänisch auch Hebräisch, Griechisch und Latein – und betont, wie sehr die Königin den Franziskanern zugewandt war. Sie stiftete zwei Klarissenklöster und stattete die Kirche des Odenser Franziskanerklosters mit einem prachtvollen Altar des Lübecker Schnitzers Claus Berg aus. Der direkt neben dem Kreuz abgebildete Franziskaner stellt möglicherweise ihren Sohn dar. Die Nähe zu diesem Kloster zeigt sich auch darin, dass die 1521 verstorbene Königin nicht im Dom zu Roskilde, sondern in der Knutskirche in Odense bestattet wurde. Auch der Name des jüngsten Sohns des Königspaares, Franziskus, weist in dieselbe Richtung. Als dieser 1511 im Alter von dreizehn Jahren starb, wurde er in der Odenser Franziskanerkirche beigesetzt.

## Leben

### Franziskaner während der Reformation
Wann und wo Jacobus in den Franziskanerorden eintrat, ist nicht bekannt. Aus der Regierungszeit Christians II. ist nichts über ihn überliefert. Christian II., der sich ab 1521 Luther zuwandte, wurde 1523 abgesetzt und ging ins Exil in den Niederlanden. Sein Nachfolger wurde sein Onkel Friedrich. Er förderte zwar nicht aktiv die Reformation, duldete jedoch ihre Ausbreitung. Unter seiner Regierung begegnet Jacobus 1527 als Jacobus Joannis, Vize-Guardian in Malmö. In seiner von ihm selbst zusammen mit Erasmus Olai verfassten Chronik De expulsione fratrum minorum („Über die Vertreibung der Minderbrüder“) berichtet Jacobus von seiner Disputation mit den Führern der lutherischen Partei. Die folgenden Jahre waren von der Auseinandersetzung mit den Lutheranern geprägt. 1529 kam es zu Übergriffen gegen die Malmöer Ordensbrüder. Sie wurden aus Kirche und Kloster vertrieben und flohen nach Lund. Von Næstved aus verteidigte Jacobus die Klöster gegen die von den Lutheranern erhobenen Vorwürfe der Ketzerei, bis die Franziskaner 1532 auch dort vertrieben wurden. Um das erlittene Unrecht beim Reichstag 1534 darlegen zu können, verfasste er seine Chronik, wobei er das gewaltsame Eindringen der lutherischen Bürger in die Klöster gegenüber ihren Reformangeboten stark überbetont. Der Reichstag kam jedoch 1534 nicht zustande, weil nach König Friedrichs Tod die Grafenfehde zwischen den Anhängern von Christian II. und Friedrichs Sohn Christian ausgebrochen war.
Nach seinem Sieg in der Grafenfehde erließ König Christian III. 1536 eine lutherische Kirchenordnung für Dänemark. Darin wurden sämtliche Orden in Dänemark verboten. Den Brüdern wurde nur erlaubt, im Lande zu bleiben, wenn sie ihren Habit ablegten und alle katholischen Riten und Predigten unterließen. Mit vielen anderen vertriebenen Franziskanern fand Jacobus Aufnahme in Mecklenburg, dessen Herzog Albrecht und seine Frau, Jacobus’ Nichte Anna von Brandenburg, die katholische Seite unterstützten. Dort wurde er 1537 zum letzten Provinzialminister der Ordensprovinz Dacia ernannt, die neben Dänemark auch Schweden, Norwegen und Südfinnland sowie das Franziskanerkloster Flensburg umfasste. Vom Schweriner Kloster aus organisierte er den Verbleib der ausgewiesenen Brüder und den Nachlass der aufgelösten Klöster. 1538 ernannte er Lütke Namens zu seinem Kommissar und verließ wenig später Mecklenburg mit unbekanntem Ziel. Mehrere aus dieser Zeit erhaltene Schriftstücke hatte er mit Jacobus Gottorfius unterzeichnet, möglicherweise ein leiser Protest gegen die Absetzung und Inhaftierung seines Bruders Christian II., als dessen jüngerer Bruder er Herzog in Gottorf hätte sein können, wenn er nicht Mönch geworden wäre.

### Missionar in Mexiko
Erst 1542 erscheint Jacobus de Dacia wieder in den Quellen, und zwar in Sevilla als Teilnehmer einer Missionsreise nach Neuspanien. Da Nichtspaniern die Einreise in die Kolonien eigentlich nicht gestattet war, erhielt er von Kaiser Karl V., dem Schwager seines Bruders, des abgesetzten Königs Christian II., persönlich einen Geleitbrief an den Vizekönig, in dem der Kaiser ihm neben Frömmigkeit und Bildung auch eine vornehme Geburt bescheinigte. Vor seiner Abreise lernte Jacobus Spanisch und Arabisch.
In Mexiko besuchte er zuerst das Colegio de la Santa Cruz de Santiago Tlatelolco in Mexiko-Stadt, eine 1536 ursprünglich zum Zweck der Ausbildung einheimischer Priester gegründete Hochschule. Doch bereits 1540 wurde den einheimischen Christen der Empfang höherer Weihen verwehrt. 1546 gaben die Franziskaner das Colegio auf, das daraufhin nur noch als Sprachenschule für Neuankömmlinge aus Spanien diente.
Nachdem er zunächst Nahuatl gelernt hatte, die wichtigste Sprache des Aztekenreichs, begab Jacobus sich 1543 als Missionar in die Provinz Michoacán und erlernte schnell die taraskische Sprache, die von den Purépecha gesprochen wurde. Er verteidigte die Einwohner gegen das Encomienda-System der spanischen Kolonialisten und gründete Dörfer im Umfeld der Klöster, in denen die indigene Bevölkerung sicher war. Als das erste Konzil von Lima 1552 die Priesterweihe Einheimischer verboten hatte und diese zudem häufig vom Empfang der Sakramente der Eucharistie und der Krankensalbung ausgeschlossen wurden, setzte Jacobus sich dagegen mit zwei Schriften zur Wehr. Er stellte sogar in Frage, ob die Kirche überhaupt auf den Heiligen Geist gegründet sei, wenn den einheimischen Gläubigen die Sakramente vorenthalten würden, unter Druck seines Ordens musste er jedoch 1553 abschwören und Kirchenbuße leisten. Seine Schriften sind nur noch zusammen mit einer Gegenschrift des Provinzialmeisters Juan de Gaona in verschiedenen Kirchengeschichten Mexikos aus dem 16. Jahrhundert überliefert. In seinen letzten Lebensjahren amtierte er als Oberer der Kustodie St. Peter und Paul für Michoacán und Jalisco, deren Erhebung zur Provinz er 1565 noch erlebte. Von den Purépecha wurde er nach seinem Tod wie ein Heiliger verehrt.